# 伊予鉄グループ
株式会社伊予鉄グループ（いよてつグループ、英: IYOTETSU Group Co., Ltd.）は、愛媛県松山市に本社を置き、同県で鉄道・バス事業等を展開している総合企業グループの中核企業であり、持株会社である。略称は伊予鉄、いよてつ、IYOTETSU。
1887年（明治20年）に伊予鉄道会社として創立され、民営鉄道としては日本で2番目の歴史を持つ老舗企業であり、交通・観光、百貨店（伊予鉄髙島屋）、不動産、サービスなど幅広い事業を展開している。鉄道やバスのほか、空港、タクシー、航路など、一つの都市内で考え得るおおよその公共交通を網羅している。2018年（平成30年）4月1日に持株会社に移行し、株式会社伊予鉄グループとなった。

## 沿革
- 1887年9月14日： 伊予鉄道会社設立。
- 1900年5月1日： 道後鉄道および南予鉄道を合併。それぞれを道後線、郡中線とする。
- 1916年12月31日： 伊予水力電気と合併し、伊予鉄道電気株式会社に商号を変更[5]。
- 1921年4月1日： 松山電気軌道を合併。
- 1925年12月1日： 宇和水電と合併し、（新）伊予鉄道電気株式会社設立[6]。
- 1935年11月4日： 梅津寺遊園地完成。
- 1941年10月1日： 発送電施設を日本発送電に現物出資。
- 1942年4月1日： 伊予鉄道電気が電力事業を四国配電（現在の四国電力）に分離し、鉄軌道事業を担う伊豫鉄道株式会社を設立。
- 1944年1月1日： 三共自動車株式会社を合併し、旅客自動車運輸（路線バス）事業開始。
- 1950年5月： 伊予鉄道初の子会社として「四国日野ヂーゼル販売株式会社」（現：愛媛日野自動車株式会社）を設立。
- 1956年： 極東航空（現：全日本空輸）の地域総代理店制度に加入し、松山空港での地上業務および各種商品の営業活動を受託。
- 1960年2月1日： 株式会社伊予鉄会館設立。同年3月29日に伊予鉄会館ビル竣工。
- 1962年11月5日： 伊予鉄不動産株式会社設立。
- 1963年4月1日： 梅津寺遊園地をリニューアルし、梅津寺パークとして開園。
- 1964年3月12日： 瀬戸内運輸、琴平参宮電鉄と共同出資（後に高松琴平電気鉄道も出資）で四国急行バス株式会社を伊予鉄道株式会社本社内に設立。
- 1965年12月1日： 森松線廃止。
- 1969年
  - 7月1日： 資本金を10億円に増資
  - 9月1日： 百貨店準備会社「伊予鉄百貨店」設立。
- 1971年7月5日： 松山市駅ターミナルに百貨店「いよてつそごう」開業。
- 1976年7月16日： タクシー事業を分離して伊予鉄タクシー株式会社設立。
- 1977年11月13日： 伊予鉄本社ビル完成。愛媛県松山市湊町五丁目1番地1より本店移転。
- 1981年8月1日： 資本金を15億円に増資。
- 1986年4月：イヨテツケーターサービス株式会社（現：伊予鉄総合企画株式会社）設立[7]。
- 1989年8月8日： 南予地域・久万地域のバス事業を分離して、伊予鉄南予バス株式会社・伊予鉄久万バス株式会社設立（伊予鉄久万バスは2005年に伊予鉄南予バスに合併）。
- 1990年3月： 伊予鉄オート株式会社設立。5月に南久米にて「オートザム伊予鉄松山」竣工。
- 1992年6月25日： 伊豫鉄道株式会社から伊予鉄道株式会社に商号変更[8]。
- 2001年
  - 10月10日： 大観覧車「くるりん」営業開始[9]。
  - 10月12日： 松山市内線で「坊っちゃん列車」レプリカ運行開始。
- 2002年3月1日： 松山市駅ターミナルに「いよてつ高島屋」開店[10]。
- 2005年8月23日： 日本初の電車・バス・タクシー共通ICカードシステム「ICい〜カード」の本格導入開始。
- 2006年3月： 全日空の地域総代理店制度から脱退する。
- 2008年4月1日： 松山市所有の松山城ロープウェイを含む松山城関連施設の管理運営を担う指定管理者となる。
- 2009年3月15日： 梅津寺パーク閉園。
- 2011年
  - 4月：全日空の営業系総代理店契約開始。
  - 6月24日： 松山市駅の発車メロディを『この街で』に変更[11]。
- 2013年
  - 7月25日： 日専連えひめ（現：伊予鉄フィナンシャルサービス）を完全子会社化。
  - 12月17日： いよてつ東温ソーラー発電所が稼動を開始し、71年ぶりに発電事業に参入。
- 2014年8月19日： ミシュランと提携し、空港リムジンバスを「ミシュラン・グリーンライナー号」として運行[12]。
- 2015年
  - 3月1日： 市内電車の車内放送に英語の案内放送を導入[13]。3月末には全国初となる路面電車での無料Wi-Fiをスタート[14]。
  - 4月4日： 郊外電車でのサイクルトレインを土・日・祝日に本格運行開始。サイクルバス・サイクルタクシーもスタート[15]。
  - 5月25日： 車両デザインの一新、駅案内看板における英語表記の推進などの計画を盛り込んだ「IYOTETSUチャレンジプロジェクト」を発表。「IYOTETSU」の英字を主体にした新ロゴマークを制定[16]。
  - 7月1日： 松山市駅の発車メロディを清水一郎社長作曲・演奏の『リズム』に変更[17]。
- 2016年
  - 4月1日： ICい〜カードにポイント制（い〜カードポイント）とオートチャージサービスを導入[18]。
  - 4月12日：愛媛県内の小学1年生全員に伊予鉄の電車・バス、いよてつ高島屋大観覧車「くるりん」を土日祝日に無料で利用できる「小学1年生パスポート」を配布[19]。
  - 10月28日： 松山市駅前に初代社長 小林信近の銅像・顕彰碑が完成[20]。
  - 12月9日： 松山市駅前 伊予鉄本社1階に「坊っちゃん列車ミュージアム」がオープンし[21]、スターバックスコーヒー松山市駅前店もオープン。
- 2017年
  - 4月3日： 2018年4月1日に持株会社制に移行するにあたり、鉄道部門の分割移管のための新会社「伊予鉄道分割準備株式会社」、およびバス部門の分割移管のための新会社「伊予鉄バス株式会社」を設立[22][23]。
  - 5月30日： 市内電車に戦後初となる女性運転士が誕生[24][25]。
  - 9月21日： 市内電車で流線型の5000形LRT車両が運行開始[26][27]。
  - 12月22日： 道後温泉駅がリニューアルされ、スターバックスコーヒー道後温泉駅舎店がオープン[28][29]。
- 2018年
  - 3月1日： 梅津寺社有地にファミリーロッジ旅籠屋松山店オープン[30]。
  - 4月1日： いよてつ保育園が松山市内に2か所開園。伊予鉄総合企画株式会社が運営[31]。グループ会社を含めた持株会社体制に移行。（旧）伊予鉄道株式会社は商号を株式会社伊予鉄グループに変更[4]し、グループ統括会社となる。それに伴い伊予鉄道分割準備株式会社に鉄道部門および指定管理者事業を、伊予鉄バス株式会社にバス部門をそれぞれ移管し[23]、伊予鉄道分割準備株式会社は商号を（新）伊予鉄道株式会社に変更[23]。
- 2019年12月9日：梅津寺社有地にみきゃんパーク梅津寺オープン[32]。
- 2020年8月25日：ジョルダンのアプリ「乗換案内」と連携し、スマートフォンで乗車券購入や乗り降りが可能となる「伊予鉄MaaS」がスタート[33]。
- 2021年
  - 4月1日：伊予鉄グループのデジタル企業として「株式会社デジタルテクノロジー四国」を設立。出資割合は、伊予鉄総合企画株式会社75%・RPAホールディングス株式会社25%[34][35]。
  - 12月1日：松山市駅に「レフ松山市駅 by ベッセルホテルズ」がオープン[36]。
- 2023年
  - 1月26日：伊予鉄バスが初のEVバスを導入。EVモーターズ・ジャパン（北九州市）製。国内企業が開発・製造した大型EV路線バスとしては全国初[37]。
  - 2月15日：「みきゃんアプリ」サービス開始[38]。
  - 3月31日：期間満了に伴い、松山城天守閣・松山索道施設などの指定管理業務終了。
- 2024年
  - 4月1日：伊予鉄グループの事業会社を再編し、株式会社伊予鉄会館を「伊予鉄商事株式会社」に、株式会社いよてつカードサービスを「伊予鉄フィナンシャルサービス株式会社」にそれぞれ商号を変更[39]。
  - 9月11日：伊予鉄タクシーが初のEVタクシーを導入[40]。
  - 12月25日：全国初の自動運転レベル4での路線バス本格運行を高浜駅・松山観光港間でスタート[41]。

- 2025年
  - 2月21日：郊外電車で新型鉄道車両7000系が運行開始[42]。
  - 3月18日：ICOCAなど全国交通系ICカードが伊予鉄電車・バス全線で利用可能に[43]。
  - 9月30日：ICい～カードの全サービス終了[43]。

## 歴代社長
公式サイト会社概要に画像あり
1. 小林信近（1887年 - 1899年）
2. 古畑寅造（1899年 - 1901年）
3. 井上要（1906年 - 1917年）
4. 八束喜蔵（1917年 - 1918年）
5. 井上要（1918年 - 1933年）
6. 太宰孫九（1933年 - 1942年）
7. 大本貞太郎（1942年 - 1944年）
8. 新野伊三郎（1944年 - 1944年）
9. 武智鼎（1944年 - 1955年）
10. 宮脇先（1955年 - 1969年）
11. 新野進一郎（1969年 - 1985年）
12. 永野浩（1985年 - 1997年）
13. 石川富治郎（1997年 - 1999年）
14. 森本惇（1999年 - 2006年）
15. 佐伯要（2006年 - 2015年）
16. 清水一郎（2015年 - ）

## 社章・ロゴマーク

ロゴマーク
社章

現在用いられているロゴマークは2015年5月25日に発表されたものである。英字の「IYOTETSU」を基調に「O」の文字に動きを付けることで、車輪のイメージ、人と人とが向き合い乗客を大切にするイメージを表現している。
社章はカタカナの「イ」を四つ組み合わせて「イヨ」の意味を表したもので、「いびし（=イ菱）」と称される。デザインが考案された時期や使用が開始された時期については不明だが、草創期の会社資料に既に現れていることから、創業と同時、あるいは創立後間もない頃に定められたものとみられる。また中央のひし形内部の意匠は、黒地が松山市駅を中心とする4つの鉄軌道路線（郊外線3路線に、市内電車を加える）を示している。
公式キャラクターは「いよ子」。グループ各社のCM等に登場するほか、公式グッズも存在する。

## 主要株主
非上場であるが、二浪証券および四国アライアンス証券にて売買が可能である。株主優待も行っている。
企業・団体は当時の名称。出典：
2025年3月31日現在。
| 株主                         | 株式数      | 比率  |
| ---------------------------- | ----------- | ----- |
| 株式会社伊予銀行             | 145万8000株 | 4.88% |
| 株式会社愛媛銀行             | 145万7000株 | 4.88% |
| 株式会社広島銀行             | 74万1000株  | 2.48% |
| 愛媛信用金庫                 | 40万0000株  | 1.34% |
| 二浪証券株式会社             | 38万6000株  | 1.29% |
| 清水一郎                     | 30万3000株  | 1.01% |
| 四国電力株式会社             | 30万0000株  | 1.00% |
| 株式会社ひめぎんソフト       | 26万7000株  | 0.89% |
| 伊予トータルサービス株式会社 | 23万5000株  | 0.79% |
| 武智吉昭                     | 15万8000株  | 0.53% |

## 関係会社
連結子会社
- 伊予鉄道
- 伊予鉄バス
- 伊予鉄髙島屋
- 愛媛日野自動車
- 伊予鉄商事
- 伊予鉄タクシー
- 伊予鉄トラベル
- 伊予鉄南予バス
- 伊予鉄総合企画
- いよてつ友の会
- 伊予鉄不動産
- 伊予鉄オート
- 伊予鉄フィナンシャルサービス
- デジタルテクノロジー四国

関連会社
- 石崎汽船
- 松山空港ビル
- 四国名鉄運輸
- 松山市駅前地下街
- 松山総合開発